# Wolfgang Geier (Kriminalbeamter)
Wolfgang Geier (* 1955) ist ein deutscher Kriminalbeamter. Er war von Februar bis Oktober 2002 Leiter der Ermittlungskommission Peggy II im Fall Peggy Knobloch. Von Juli 2005 bis Januar 2008 stand er der Nürnberger BAO Bosporus vor, die als eine der größten deutschen Mordkommissionen überhaupt auf die von 2000 bis 2006 andauernde Mordserie an Migranten angesetzt war, die Ermittlungen aber ergebnislos abschloss, bevor die Taten der rechtsextremen Terrorgruppe Nationalsozialistischer Untergrund zugeordnet werden konnten.

## Leben
Geier wuchs in Burgebrach auf. Er trat 1972 in die Bereitschaftspolizei Nürnberg ein und war ab 1977 bei der Kriminalpolizei Bamberg in der Drogenfahndung und in der Sonderfahndung tätig. 1982 stieg er in den gehobenen Polizeidienst auf und war kurze Zeit Dienstgruppenleiter der Polizeiinspektion Bamberg-Land, ging aber bald wieder zur Kriminalpolizei im Bereich Tötungsdelikte. Nach dem Abschluss an der Polizeiführungsakademie in Münster 1990 wurde er Kriminalrat und Leiter der Kriminalpolizei Würzburg. Ab 1992 leitete er die Polizeidirektion Aschaffenburg. Dank seines guten Rufs als hartnäckiger und akribischer Ermittler wurde er 2002 auf Anweisung des Bayerischen Innenministeriums (unter der Leitung von Minister Günther Beckstein) Leiter der Ermittlungskommission Peggy II, nachdem sich die Ermittlungen in diesem Mordfall festgefahren hatten, weshalb er vorübergehend an die Polizeidirektion Hof an der Saale abgestellt war.
Im Herbst 2003 stieg er zum leitenden Kriminaldirektor auf und wurde Leiter der Kriminaldirektion Nürnberg. Dort hatte er von 2005 bis 2008 die Leitung der BAO Bosporus inne, bei der bundesweit ermittelt wurde. Von 2008 bis zu seiner Pensionierung 2014 war er leitender Kriminaldirektor beim Polizeipräsidium Unterfranken in Würzburg. Er wohnt auch seit 1990 in der Gegend von Würzburg.
Geier ist verheiratet und hat drei Kinder. Er spielte Fußball und Tennis und später Golf.

## Chefermittler in den Fällen Peggy und NSU
Geier ermittelte in den Fällen Peggy K. und bei den NSU-Morden in einigen der aufsehenerregendsten Mordfällen der Bundesrepublik Deutschland. In beiden Fällen wurde er später für eine vorschnelle Täterfestlegung kritisiert: Im Fall Peggy wurde ein wegen Sexualdelikten an Jungen vorbelasteter, geistig behinderter Verdächtiger dazu gebracht, ein Geständnis abzulegen. Er wurde 2004 zu lebenslanger Haft verurteilt und 2014 in einem Wiederaufnahmeverfahren freigesprochen.
Im Fall der NSU-Mordserie, bei der die rechtsextreme Terrorgruppe Nationalsozialistischer Untergrund (NSU) zwischen 2000 und 2006 neun Kleingewerbetreibende mit Migrationshintergrund erschoss, suchte die BAO Bosporus unter Geiers Leitung lange Zeit nach Tatverdächtigen aus dem türkischen organisierten Verbrechen und stellte ihre Ermittlungen ergebnislos ein, bis die Täterschaft des NSU im November 2011 nach der Selbstenttarnung und dem Tod der beiden Haupttäter Uwe Mundlos und Uwe Böhnhardt offenbar wurde.
In beiden Fällen geriet Geier später in die Kritik, nachdem sich 2011 im Fall der Mordserie und 2014 im Fall Peggy herausgestellt hatte, dass sich die Ermittlungen auf die falschen Personen(gruppen) konzentriert hatten. Geier, der als „Mann für die schweren Fälle“ und als „Macher“ galt, der zu Ergebnissen kam, wurde in einigen Medien vorgeworfen, er habe sich jeweils zu schnell auf eine bestimmte Ermittlungsrichtung festgelegt und andere Spuren vernachlässigt.
Geier räumte im Fall der NSU-Morde vor dem Bundestags-Untersuchungsausschuss 2012 selbst Fehler ein. Man sei durchaus auch einem rechtsextremistischen Hintergrund nachgegangen, habe aber keinen Hinweis auf ein Motiv finden können und sei außerdem von einem Täterschwerpunkt im Raum Nürnberg ausgegangen. Eine beim bayerischen Verfassungsschutz angeforderte Liste (mit über 200 Namen) von möglichen rechtsextremen Verdächtigen sei erst mit halbjähriger Verspätung und auf Nachfrage zur Verfügung gestellt worden.